# Гёссенберг
Гёссенберг (нем. Gössenberg) — коммуна (нем. Gemeinde) в Австрии, в федеральной земле Штирия. 
Входит в состав округа Лицен.  Население составляет 270 человек (на 31 декабря 2005 года). Занимает площадь 31,91 км². Официальный код  —  6 12 12.

## Политическая ситуация
Бургомистр коммуны — Хельмут Райнбахер (АНП) по результатам выборов 2005 года.
Совет представителей коммуны (нем. Gemeinderat) состоит из 9 мест.
- АНП занимает 9 мест.